# حنقط بهي
حِنْقِط بَهيّ أو مَنوَل (الاسم العلمي: Lophophorus impejanus) نوعٌ من جنس الحنقط في غابات الهيمالايا والشجيرات على ارتفاعات 2,100–4,500 متر (6,900–14,800 قدم). وهي جزء من الفصيلة التدرجية وهي مدرجة على أنها الأقل قلقًا في القائمة الحمراء للاتحاد الدولي لحفظ الطبيعة. إنه الطائر الوطني لنيبال، حيث يُعرف باسم دانفي،  وطائر ولاية أُتَرَخند، الهند، حيث يُعرف باسم مَنْوَل. وكان الطائر الوطني لولاية هيماجل برديش حتى عام 2007.
يخلد الاسم العلمي ذكرى السيدة ماري إمبي، زوجة رئيس قضاة البنغال البريطاني السير إيليا إمبي.

## الوصف

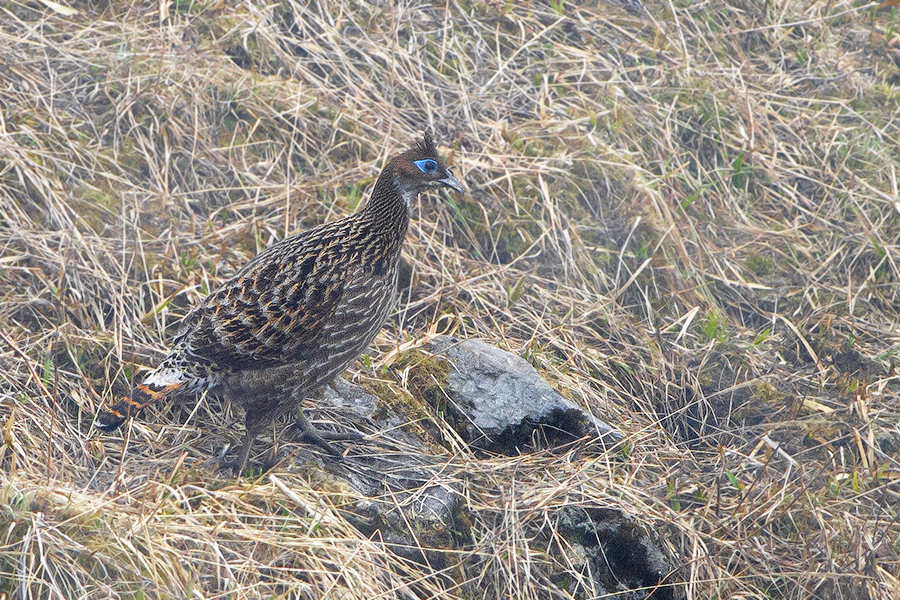
أنثى في محمية بانجولاخا للحياة البرية، الهند

إنه طائر كبير الحجم نسبيًا. الطائر طوله حوالي 70 سنتيمتر (28 بوصة). يصل وزن الذكر إلى 2,380 غرام (84 أونصة) والأنثى 2,150 غرام (76 أونصة). الذكر البالغ لديه ريش متعدد الألوان في جميع الأنحاء، بينما الأنثى، كما هو الحال في الدراجين الأخرى، تكون أكثر هدوءًا في اللون. تشمل السمات البارزة في الذكر قمة خضراء معدنية طويلة، وريش نحاسي على الظهر والرقبة، وصدف أبيض بارز يكون أكثر وضوحًا عندما يكون الطائر في حالة طيران. يكون ريش الذيل للذكر أحمر اللون بشكل موحد، ويصبح أغمق تجاه الأطراف، في حين أن أغطية الذيل السفلية للإناث بيضاء، ومحدودة باللون الأسود والأحمر. الأنثى لديها بقعة بيضاء بارزة على الحلق وشريط أبيض على الذيل. الذكر في السنة الأولى والحدث يشبهان الأنثى، لكن ذكر السنة الأولى أكبر والحدث أقل وضوحًا.

## توزيع والسكن

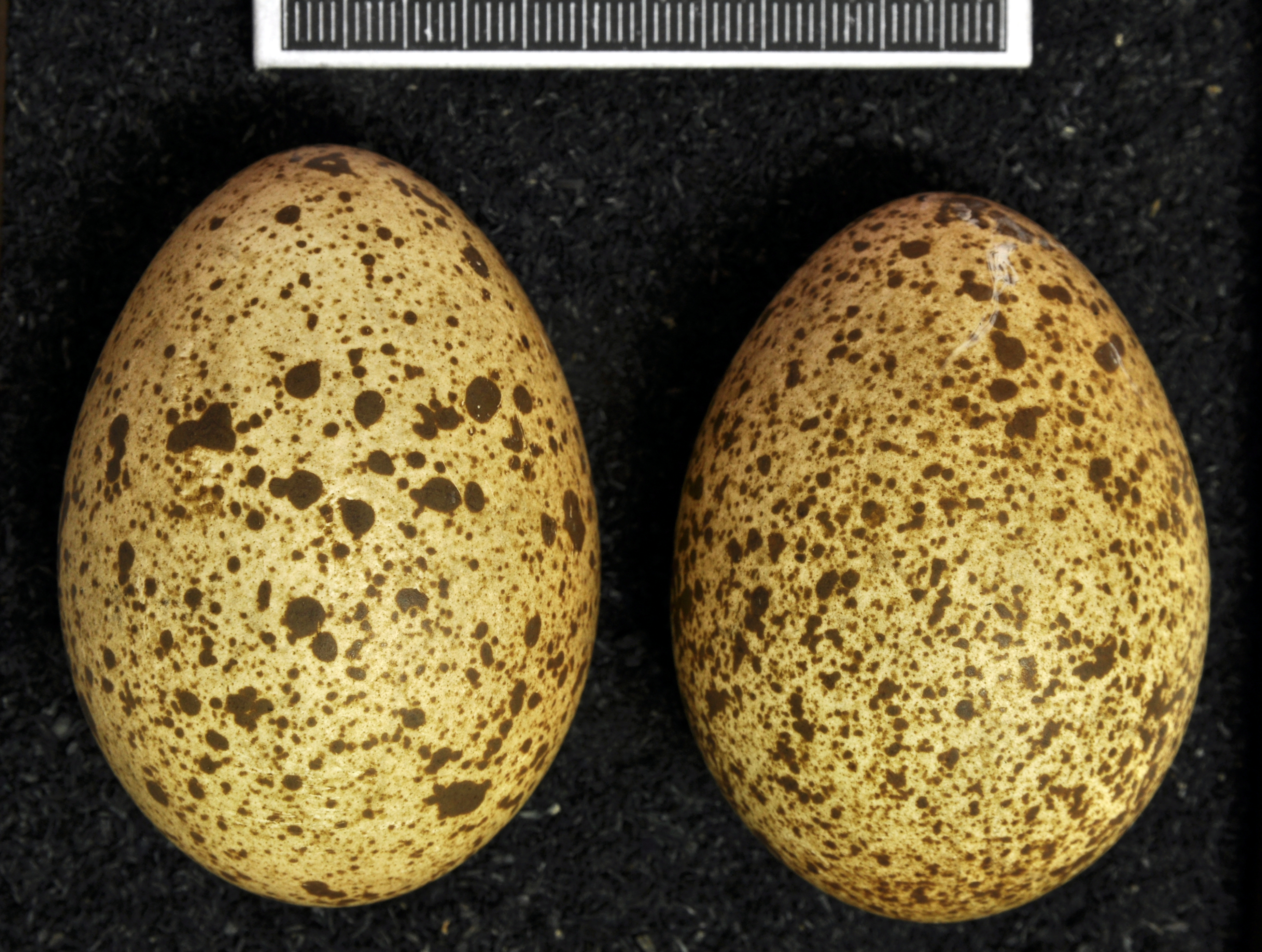
بيض، متحف فيسبادن

يمتد النطاق الأصلي لجبال الهيمالايا مونال من أفغانستان وباكستان عبر جبال الهيمالايا في الهند ونيبال وجنوب التبت وبوتان. في باكستان، هو الأكثر شيوعًا في مقاطعة خيبر باختونخوا، كما تم تسجيله في كاغان ووادي بالاس وآزاد كشمير. تعيش في غابات البلوط المعتدلة العلوية - غابات الصنوبر التي تتخللها منحدرات عشبية مفتوحة، ومنحدرات ومروج جبال الألب بين 2400 و 4500 متر، حيث ينتشر أكثر بين 2700 و 3700 متر. ينخفض إلى 2,000 متر (6,600 قدم) في الشتاء. إنه يتحمل الثلج ويحفر من خلاله للحصول على جذور النباتات وفرائس اللافقاريات.[بحاجة لمصدر]

## السلوك والبيئة
يمتد موسم التكاثر من أبريل إلى أغسطس، ويشكلون أزواجًا بشكل عام في هذا الوقت. في الشتاء يتجمعون في خنادق كبيرة ويقيمون بشكل جماعي.[بحاجة لمصدر]

## الحفاظ على
في بعض المناطق، تكون الأنواع مهددة بسبب الصيد الجائر والعوامل البشرية الأخرى. في غرب الهيمالايا، استجاب السكان الأحاديون المحليون بشكل سلبي للاضطرابات البشرية التي تنطوي على تطوير الطاقة الكهرومائية. كان الذكر الذكر تحت ضغط الصيد في هيماشال براديش، حيث تم استخدام ريشة القمة لتزيين قبعات الرجال، حتى عام 1982، عندما تم حظر الصيد في الولاية.[بحاجة لمصدر]
لا يعتبر الدراج مهددًا بالانقراض في باكستان ويمكن العثور عليه بسهولة. في بعض المناطق، تصل الكثافة السكانية للأنواع إلى خمسة أزواج لكل ميل مربع. التهديد الرئيسي لهذا النوع هو الصيد الجائر، حيث أن القمة ذات قيمة. يُعتقد أنه يجلب مكانة لمن يرتديه وهو رمز للسلطة.

## روابط خارجية
- صحيفة حقائق حياة الطيور
- الدراج والدراج